# Altenmarkt-Zauchensee

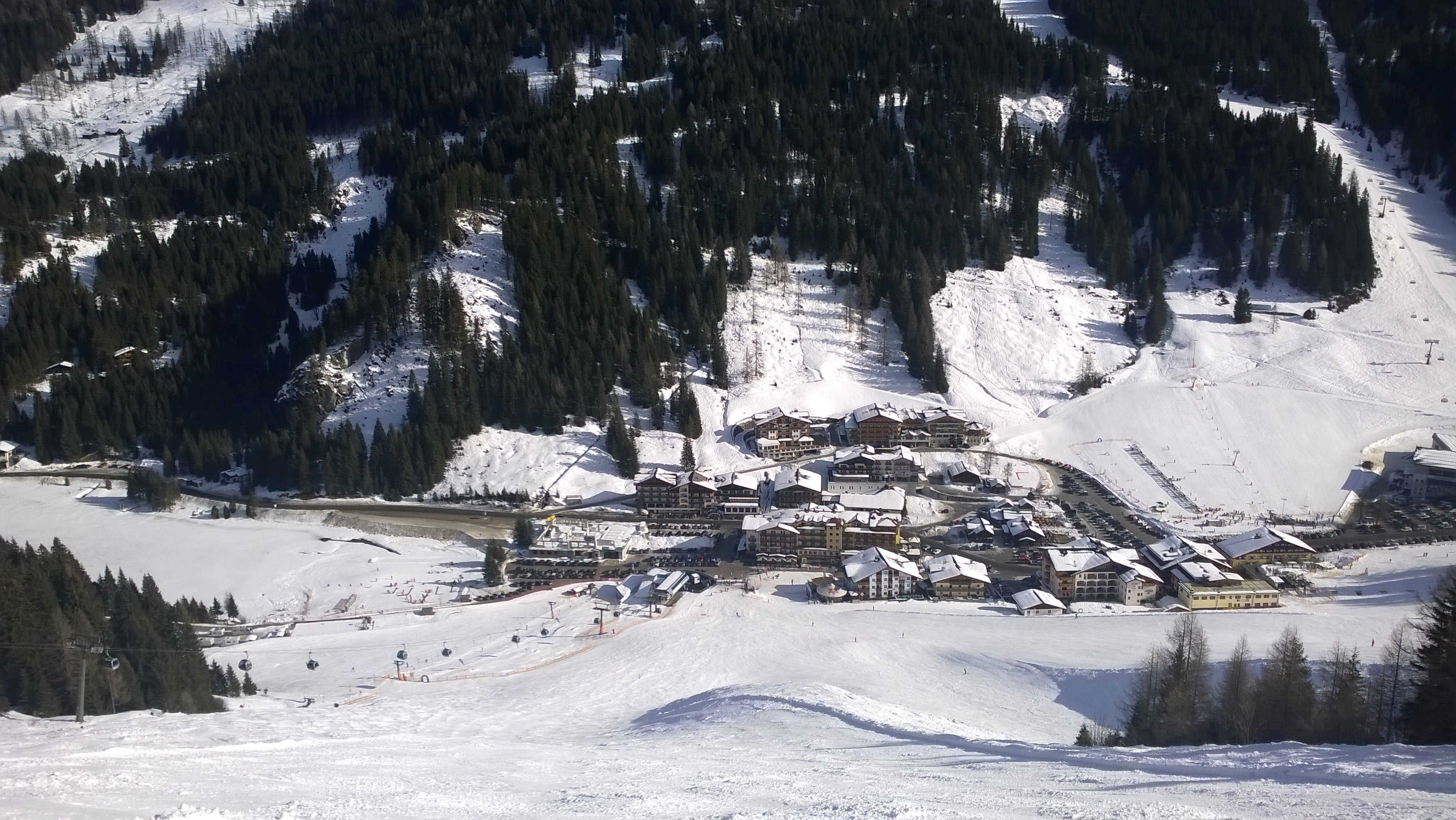

Altenmarkt-Zauchensee è una stazione sciistica situata nel comune austriaco di Altenmarkt im Pongau, nel distretto di Sankt Johann im Pongau (Salisburghese), parte del comprensorio sciistico Ski amadé. Deve il nome al comune di Altenmarkt im Pongau e al lago Zauchensee.
È nota principalmente per lo sci alpino; ha ospitato i Mondiali juniores del 2007 e numerose tappe della Coppa del Mondo, della Coppa Europa e dei Campionati austriaci. Numerose anche le competizioni di freestyle organizzate ad Altenmarkt-Zauchensee, tra le quali i Mondiali del 1993 e numerose tappe della Coppa del Mondo, della Coppa Europa e dei Campionati austriaci.